# Galàxia anular polar

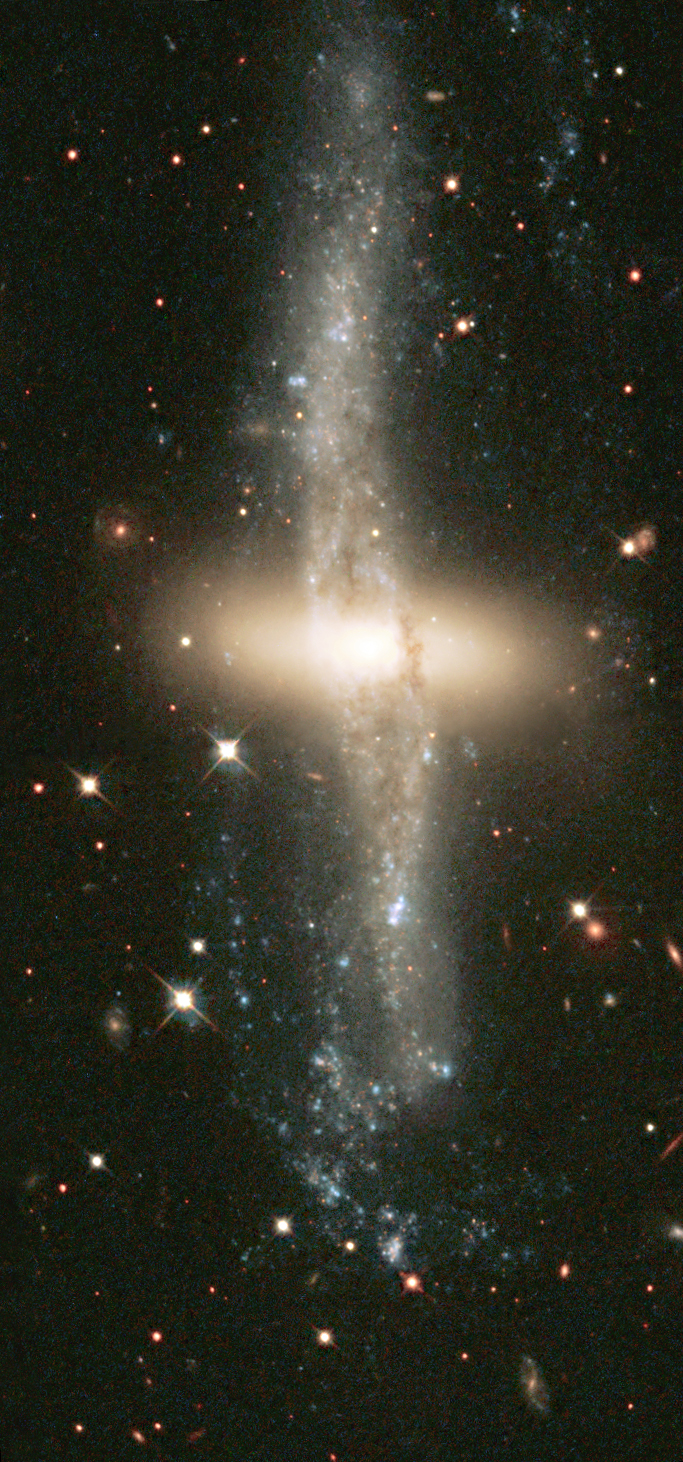
NGC 4650A

Una galàxia anular polar és un tipus de galàxia en la qual un anell exterior de gas i estrelles gira sobre els pols de la galàxia. Aquests anells polars es creu que es formen quan dues galàxies gravitatòriament interactuen entre elles. Una possibilitat és que un material és deslliurat per la marea d'una galàxia que passa a produir l'anell polar es veu en la galàxia d'anell polar. L'altra possibilitat és que una galàxia més petita topa ortogonalment amb el pla de rotació de la galàxia més gran, amb la galàxia més petita formant efectivament l'estructura d'anell polar.
Les galàxies anulars polars més conegudes són les S0 (lenticulars), però des del punt de vista físic són part d'una categoria més àmplia de galàxies, que inclouen diverses galàxies el·líptiques.
Les quatre primeres galàxies S0 que es van identificar com les galàxies anulars polars van ser l'NGC 2685, NGC 4650A, A 0136 -0801, i ESO 415-G26. Mentre que aquestes galàxies han estat àmpliament estudiades, moltes altres galàxies anulars polars han estat identificades des d'aleshores. En un 0,5% de les galàxies lenticulars es pot trobar galàxies anulars polars, i és possible que el 5% de les galàxies lenticulars poden haver tingut anells polars en algun moment de les seves vides.
Les primeres galàxies anulars polars el·líptiques van ser identificades en 1978. Van ser NGC 5363, NGC 1947 i Cygnus A, mentre que les galàxies anulars polars S0, NGC 5128, NGC 2685 i NGC 4650A, en aquest moment van ser assenyalades com a resultat de processos de formació similars. Només uns anys més tard, quan la primera observació dels moviments estel·lars i de gas a les galàxies anulars polars el·líptiques i galàxies S0 van ser possibles, gràcies a les millores en tecnologia d'espectroscòpia, l'origen extern dels anells gasosos es va aclarir. A més de l'exemple més conegut, l'NGC 5128 (Cen), una galàxia anul·lar polar el·líptica molt regular, és NGC 5266.